# Yūsha, Yamemasu
Yūsha, Yamemasu: Tsugi no Shokuba wa Maōjō (勇者、辞めます～次の職場は魔王城～?), conocida como I'm Quitting Heroing: Next Gig is at the Demon Queen's Castle o simplemente I'm Quitting Heroing, es una serie de novelas ligeras de fantasía japonesa escrita por Quantum e ilustrada por Hana Amano. Comenzó a serializarse en línea el 12 de enero de 2017 en el sitio web de publicación de novelas generadas por los usuarios Kakuyomu de Kadokawa. Posteriormente fue publicado por Fujimi Shobō con tres volúmenes desde diciembre de 2017 bajo su sello Kadokawa Books. Una adaptación a manga con arte de Nori Kazato se ha serializado en línea a través del sitio web Young Ace Up de Kadokawa Shōten desde mayo de 2018 y se ha recopilado en cinco volúmenes tankōbon. Tanto la novela ligera como el manga tienen licencia en Norteamérica por Kadokawa. Una adaptación de la serie a anime por el estudio EMT Squared se estrenó el 5 de abril de 2022. Una nueva animación de dos partes lanzada con ambas cajas de Blu-ray/DVD se emitió del 24 de junio de 2022 a 24 de agosto de 2022.

## Argumento
En una época medieval pero futurista, la Reina Demonio Echidna y sus fuerzas han llegado desde un páramo contaminado llamado Mundo Demonio. El héroe más fuerte del mundo, Leo Demonheart, ha derrotado a Echidna y a sus Cuatro Grandes Generales. Tiempo después, Leo aparece queriendo ayudar a Echidna a reconstruir su ejército porque la población humana le teme en lugar de celebrar su victoria, ya que algunos temen que se convierta en el próximo rey demonio. Como resultado de su exilio, Leo quiere ayudar a Echidna, pero ella rechaza violentamente su oferta. Los Cuatro Grandes Generales actúan a sus espaldas haciendo que Leo ayude a reconstruir el ejército de Echidna de todos modos. También se entera de que Echidna quiere obtener la Piedra Filosofal para poder volver a hacer fértil el Mundo de los Demonios.

## Personajes
Leo Demonheart (レオ・デモンハート Reo Demonhāto?)
 Seiyū: Kenshō Ono
Comenzó como el héroe más fuerte del mundo que derrotó a la Reina Demonio Equidna. Fue creado hace 3000 años por los científicos de Tokio, siendo el único sobreviviente de una serie de 12. Debido a un rumor de que podría sucederla, la gente se volvió temerosa de Leo y fue exiliado por el rey. Esto hizo que se pusiera del lado de las fuerzas de Equidna, pero lo rechaza. Para entrar en el ejército de Equidna, Leo se disfraza bajo el alias de El Caballero Negro Onyx.
Posee diferentes habilidades de los demás miembros de la serie Demonheart: regeneración de Virgo, auto contador de Acuario, automejoras de Tauro y Cáncer, velocidad de Géminis.
Echidna (エキドナ Ekidona?)
 Seiyū: Kaede Hondo
La Reina Demonio con cabello largo rosa y cuernos negros. Echidna vino del Mundo Demonio donde quería obtener la Piedra Filosofal para hacer que el Mundo Demonio volviera a ser fértil solo para ser derrotada por Leo Demonheart. Mientras que Echidna no quiere que Leo se una a ella, los Cuatro Grandes Generales hacen que Leo trabaje para reconstruir el ejército de Echidna a sus espaldas. Por una razón desconocida, Equidna no hizo que sus soldados mataran a los humanos, lo que llevó a su derrota.
Steina (シュティーナ Shutīna?)
 Seiyū: Shizuka Itō
El General Hechicero que es el sirviente de Equidna y miembro de los Cuatro Grandes Generales. Le molesta el prejuicio que existe hacia su raza, las súcubus, siendo refinada y diligente.
Lili (リリ Riri?)
 Seiyū: Hitomi Ōwada
El General Bestia que es el sirviente de Equidna y miembro de los Cuatro Grandes Generales, donde es la más pequeña del grupo. Debido a que en su raza se tiene la costumbre de casarse con hombres fuertes, se la pasa diciendo que se casará eventualmente con Leo.
Melnes (メルネス Merunesu?)
 Seiyū: Yumi Uchiyama
El General Sin Sombra que es el sirviente de Equidna y miembro de los Cuatro Grandes Generales. Un medio humano y demonio que fue vendido de niño, motivo por el cual le tiene odio a los humanos y se alió con el ejército demoníaco.
Edwald (エドヴァルト Edovaruto?)
 Seiyū: Tetsu Inada
El General Dragón que es el sirviente de Equidna y miembro de los Cuatro Grandes Generales. Se encarga de entrenar a las tropas del ejército, siendo muy duro con sus subordinados.

## Contenido de la obra

### Novela ligera
La serie está escrita por Quantum e ilustrada por Hana Amano. Originalmente fue serializada en línea en Kakuyomu en enero de 2017, Fujimi Shobō comenzó a publicar la serie impresa bajo su sello Kadokawa Books el 10 de diciembre de 2017, y hasta el momento han sido publicados tres volúmenes. Kadokawa publicará las novelas en inglés.
| Volúmenes de novelas ligeras publicadas | Volúmenes de novelas ligeras publicadas | Volúmenes de novelas ligeras publicadas |
| Número                                  | Fecha de lanzamiento                    | ISBN                                    |
| --------------------------------------- | --------------------------------------- | --------------------------------------- |
| 1                                       | 10 de diciembre de 2017                 | ISBN 9784040725406                      |
| 2                                       | 10 de mayo de 2018                      | ISBN 9784040727172                      |
| 3                                       | 10 de octubre de 2018                   | ISBN 9784040729268                      |

### Manga
Una adaptación a manga con ilustraciones de Nori Kazato comenzó a serializarse en el sitio web Young Ace Up de Kadokawa Shōten el 31 de mayo de 2018. Se han publicado cinco volúmenes tankōbon hasta el momento. Kadokawa está publicando un digitalmente el manga en inglés en su sitio web BookWalker.
| Volúmenes de manga publicados | Volúmenes de manga publicados | Volúmenes de manga publicados |
| Número                        | Fecha de lanzamiento          | ISBN                          |
| ----------------------------- | ----------------------------- | ----------------------------- |
| 1                             | 4 de octubre de 2018          | ISBN 9784041076163            |
| 2                             | 4 de marzo de 2019            | ISBN 9784041080153            |
| 3                             | 4 de noviembre de 2019        | ISBN 9784041085950            |
| 4                             | 4 de agosto de 2020           | ISBN 9784041093450            |
| 5                             | 10 de mayo de 2021            | ISBN 9784041093467            |

### Anime
Se anunció una adaptación de la serie a anime el 20 de octubre de 2021. La serie está animada por el estudio EMT Squared y dirigida por Hisashi Ishii, con Yuu Nobuta como director en jefe, Shigeru Murakoshi supervisando los guiones de la serie, Yuki Nakano diseñando los personajes y Kōhei Munemoto componiendo la música. Se estrenó el 5 de abril de 2022 abril de 2022 en AT-X, Tokyo MX, BS11 y MBS. El tema de apertura es "Broken Identity" de Minori Suzuki, mientras que el tema de cierre es "Growing" de Nao Tōyama. Sentai Filmworks obtuvo la licencia de la serie fuera de Asia. Medialink obtuvo la licencia de la serie en el sudeste asiático, el sur de Asia y Oceanía menos Australia y Nueva Zelanda.